# Porto Gouveia
Porto Gouveia est une localité du sud de l'île de Santiago au Cap-Vert.

## Description
Porto Gouveia est située sur la côte sud, à 7 km au nord-ouest de Cidade Velha.
Porto Gouveia fait partie de la municipalité de Ribeira Grande de Santiago.

## Population
Au recensement de 2010, la ville comptait 534 habitants.